# Alexandre Trudel
Pour les articles homonymes, voir Trudel.
Alexandre Trudel est un poète québécois né en 1977. 

## Biographie
Alexandre Trudel possède un baccalauréat en histoire de l'art et un certificat en enseignement collégial, tous deux obtenus à l'Université Laval. Il a publié plusieurs recueils aux éditions les Écrits des Forges. Passionné de BD et de dessins animés, l'auteur trouve aussi son inspiration parmi les œuvres de Baudelaire, Denis Vanier, Roland Giguère, Nelligan et Lucien Francoeur. Le mouvement surréaliste, la musique rock, la science-fiction ont aussi marqué sa poésie. Depuis le recueil Résurrection, publié en 2010, la poésie de Alexandre Trudel se fait plus personnelle. 

## Publications
Recueils
- À Travers l'œil d'un glacier (1999)
- Kabbale instrumentale (2002)
- Masque de taureau (2007)
- Des Robes de baleines (2007)
- Résurrection (2010)
- L'Aube à bras ouverts (2011)
- Ode Mathématique (2012)
- Chez les êtres humains (2015)
- La Montée des os (2019)
- Du Feu dans toutes les flammes (2021)
- La Non-existence (2023)
- Mémorable (2025)

Revue
- Lèvres Urbaines #47 en collaboration avec Bernard Pozier (2015)

## Honneurs
- Mention d'excellence du prix Jacqueline Déry-Mochon en 2000 pour À Travers l'œil d'un glacier.
- Finaliste au Prix Émile Nelligan 2007 (Masque de taureau).